# Polgárháború (film)
A Polgárháború (eredeti cím: Civil War) 2024-es amerikai–brit disztópikus film, amelyet Alex Garland rendezett és írt. A főbb szerepekben Kirsten Dunst, Wagner Moura, Cailee Spaeny, Stephen McKinley Henderson, Sonoya Mizuno és Nick Offerman látható.
Amerikában 2024. április 12-én, míg Magyarországon április 18-án mutatták be a mozikban.

## Cselekmény
Polgárháború tört ki az Egyesült Államok tekintélyelvű kormánya és különböző regionális csoportok között. A harmadik ciklusát töltő elnök azt állítja, hogy a győzelem már közel van. A neves háborús fotós, Lee Smith megmenti a feltörekvő fotóriporter Jessie-t egy öngyilkos merénylettől Brooklynban.
Lee és kollégája, Joel Washingtonba akarnak utazni, hogy interjút készítsenek és fényképezzék az elnököt, mielőtt a város elesik. Lee mentora, Sammy megkéri, hogy kísérje el őket Charlottesville-ig, ahol a texasi és kaliforniai Nyugati Erők ("WF") gyülekeznek. Lee hezitálása ellenére ő és Joel beleegyeznek. Lee tudta nélkül Jessie meggyőzi Joelt, hogy őt is vigye magával.
A város elhagyása után a csoport megáll egy vidéki benzinkútnál, amelyet fegyveresek védenek. Lee sikeresen tárgyal egy kanadai dollárral történő üzemanyag-vásárlásról. Eközben Jessie egy közeli autómosóba téved, amelyet az útról látott. Ott két férfit talál, akiket a tulajdonosok megkínoznak, és azt állítják, hogy a férfiak fosztogatók. Az egyik tulajdonos követi Jessie-t, de Lee azzal oldja a helyzetet, hogy lefényképezi a férfit, aki az áldozataival pózol. Távozása után Jessie szidja magát, amiért túlságosan félt a fényképezéshez.
Egy éjszakai megállót követően, a folyamatban lévő harcok közelében, a csoport másnap dokumentálja a harcokat, amikor a milicisták megtámadnak egy, a lojalisták által tartott épületet. Lee meglátja Jessie-ben a háborús fotósban rejlő lehetőségeket, miközben Jessie lefényképezi a milicistákat, akik kivégzik az elfogott lojalista katonákat. Tovább haladva a csoport egy menekülttáborban tölti az éjszakát, majd áthaladnak egy kisvároson, ahol a lakosok éber őrzés mellett próbálnak boldog tudatlanságban élni. Lee és Jessie egyre közelebb kerülnek egymáshoz, ruhákat próbálnak fel egy helyi boltban.
Később egy karácsonyi vásár maradványai között mesterlövészharcba keverednek. A mesterlövészek, akikkel együtt vannak, kigúnyolják Joel próbálkozásait, hogy kiderítse, melyik fél oldalán vagy ellen harcolnak, és azt mondják Joelnek, hogy ők és a közeli házban lévő mesterlövész egyszerűen a túlélésért harcolnak. Jessie idegei erősödnek, fotós képességei pedig javulnak, miközben szemtanúja lesz több halálesetnek, és Lee alatt mentorálttá válik. Jessie megkérdezi, hogy Lee lefényképezné-e, ha Jessie-t megölnék, mire Lee célozgat rá, hogy igen.
Autózás közben a négyes találkozik két másik riporterrel, Tonyval és Bohaival. Tony és Jessie játékosan járművet cserélnek, mire Bohai és Jessie elfogják a militánsok, akik civil holttesteket dobnak egy tömegsírba. A csoport többi tagja megpróbál közbelépni, de egy idegengyűlölő militáns megöli Bohai-t, majd megkérdezi, honnan jöttek a többiek, és megöli Tonyt, amikor az Hongkongot mondja. Sammy megmenti a csoportot azzal, hogy elgázol két militánst, de egy harmadik lelőtte, és menekülés közben meghal.
A charlottesville-i Western Forces katonai táborba érkezve a csoport különböző módon gyászol. Lee fényképet készít Sammy holttestéről, de nem sokkal később törli azt. Joel berúg, és hisztériázni kezd. Jessie lebeg a táborhelyen. Két riportertársuk tájékoztatja a csoportot, hogy a kormány védelmezői nagyrészt megadták magukat, így Washington nagyrészt védtelen maradt. Követik a WF-et, miközben Jessie fotózása egyre kockázatosabbá válik, Lee pedig rövid poszttraumás stressz szindróma epizódot kap, és képtelen fotózni.
Az ostromlott fővárosban az elnök limuzinja sikertelenül próbál menekülni a Fehér Ház területéről kísérettel, de Lee megérzi, hogy az elnök még az épületben van, és bevezeti a csoportját. A WF követi őket, és szembekerülnek a megmaradt titkosszolgálattal. Amikor Jessie kiteszi magát a lövéseknek, hogy fényképet készítsen a nyugati szárnyban kialakuló tűzharcról, Lee biztonságba taszítja őt. Jessie lefényképezi mentorát, aki a kereszttűzben meghal.
A WF katonái elfogják az elnököt az Ovális Irodában. Joel felszólítja őket, hogy álljanak meg, hogy idézetet kaphasson. Az elnök kegyelemért könyörög Joelnek: "Kérem, ne hagyja, hogy megöljenek!" Az idézettel Joel megelégszik. Jessie fényképet készít az elnök gyors kivégzéséről. A stáblista közepén a mosolygó WF-katonák pózolnak az elnök holttestével.

## Szereplők
| Szerep        | Színész                    | Magyar hang       | Leírás |
| ------------- | -------------------------- | ----------------- | --- |
| Lee Smith     | Kirsten Dunst              | Vadász Bea        | Neves háborús fotóriporter Coloradóból. Állítólag ő a Magnum Photos szövetkezet eddigi legfiatalabb tagja. |
| Joel          | Wagner Moura               | Mészáros András   | A Reuters floridai újságírója és Lee munkatársa.                                                           |
| Jessie Cullen | Cailee Spaeny              | Koller Virág      | Feltörekvő fiatal fotós Missouriból, aki elkíséri Lee-t és Joelt az útjukon.                               |
| Sammy         | Stephen McKinley Henderson | Faragó András     | A The New York Times veterán újságírója és Lee mentora.                                                    |
| elnök         | Nick Offerman              | Mihályi Győző     | Diktatórikus elnök, aki jelenleg harmadik ciklusát tölti.                                                  |
| Anya          | Sonoya Mizuno              | Schmidt Antónia   | Brit riporter, aki a nyugati erők főváros elleni előrenyomulásában vett részt.                             |
| Dave          | Jefferson White            | Pásztor Tibor     | Anya operatőrje.                                                                                           |
| Tony          | Nelson Lee                 | Szűcs Péter Pál   | Hongkong-i riporter, aki jó barátságban van Lee-vel és Joellel.                                            |
| Bohai         | Evan Lai                   | Bor László        | Hongkong-i riporter, aki Tony kollégája.                                                                   |
| Eddie         | Edmund Donovan             | Kádár-Szabó Bence | Fgyveres férfi a benzinkútnál.                                                                             |

### Magyar változat
- Magyar szöveg: Blahut Viktor
- Hangmérnök és vágó: Szabó Miklós
- Gyártásvezető: Boskó Andrea
- Szinkronrendező: Kosztola Tibor
- Produkciós vezető: Jávor Barbara

A szinkront a Dub 4 Studios készítette el

## A film készítése
2022 januárjában a Deadline Hollywood arról számolt be, hogy Alex Garland leszerződött a film írására és rendezésére az A24 számára. Kirsten Dunst, Wagner Moura, Stephen McKinley Henderson és Cailee Spaeny főszereplését megerősítették.

### Forgatás
A forgatás 2022. március 15-én kezdődött Atlantában. Májusra a forgatás Londonba költözött.